# 上田美穂
上田 美穂（うえだ みほ、1978年1月23日 - ）は、日本の元AV女優。

## 人物・略歴
出身地：神奈川県。血液型：O型、身長：153cm 、スリーサイズ：B83・W58・H83 、Bカップ。
インディーズビデオに出演し、当時のNHKアナウンサーに似ているAV女優として週刊誌に掲載されたことがある。

## 作品

### アダルトビデオ
- ルームサービス 11（ハリウッドフィルム）
- Bejean 2（桃太郎映像）
- 鬼畜輪姦 6（アタッカーズ）
- 妹は甘えんぼう（ONE）
- 人妻真性中出し（シャネラーミセス）
- 平成ウキウキ女学園（シャトルジャパン）
- みるきぃHiスクール（みるきぃぷりん）
- みるきぃガールズ（みるきぃぷりん）
- コスプレルームサービス ミニスカポリス編（ユニバーサルソフトアソシエイション）
- Ｈ大好き 流出（GOOD企画）
- 新任制服OL（June）
- 女子高生渇望ハンター（ハードコアマニアックス）
- 自爆飲尿放尿（MERO）
- あなたとイキたい（FUCKING JAPAN）
- 半熟ロリータ（美少女）
- 学園性活（PINK KITTY）